# Vincentius Sensi Potokota
Vincentius Sensi Potokota (ur. 11 lipca 1951 w Saga, zm. 19 listopada 2023 w Dżakarcie) – indonezyjski duchowny katolicki, biskup diecezjalny Maumere w latach 2006-2007 i arcybiskup Ende od 2007.

## Życiorys
Święcenia kapłańskie otrzymał 11 maja 1980 i został inkardynowany do archidiecezji Ende. Był m.in. wykładowcą niższego seminarium, nauczycielem w jednej ze szkół diecezjalnych oraz dyrektorem centrum duszpasterskiego w Ende.
14 grudnia 2005 papież Benedykt XVI mianował go biskupem diecezjalnym Maumere. 23 kwietnia 2006 z rąk kardynała Juliusa Darmaatmadja przyjął sakrę biskupią. 14 kwietnia 2007 objął funkcję arcybiskupa Ende. Ingres odbył 7 czerwca 2007.